# Ranpo kitan: Game of Laplace
Ranpo kitan: Game of Laplace (乱歩奇譚 Game of Laplace? lett. "Le misteriose storie di Ranpo: il gioco di Laplace") è una serie televisiva anime ispirata alle opere dello scrittore Ranpo Edogawa. Prodotta dallo studio Lerche per la regia di Seiji Kishi, è stata trasmessa nel contenitore noitaminA della Fuji TV tra il 2 luglio e il 17 settembre 2015.

## Trama
Accusato di aver assassinato il suo coordinatore di classe, Kobayashi è uno studente delle medie che finisce per incontrare Akechi, un famoso detective che si occupa del suo caso. Rimasto affascinato da Akechi e trovando in questa svolta drammatica il senso della sua vita, Kobayashi gli chiede dunque di diventare suo assistente.

## Personaggi

### Personaggi principali
Kogorō Akechi (アケチ コゴロウ?, Akechi Kogorō)
Doppiato da: Takahiro Sakurai
Un detective geniale di diciassette anni che risolve casi particolari per divertimento personale. Pur avendo smesso di frequentare la scuola, non è stato espulso grazie ai privilegi del suo status.
Kobayashi (コバヤシ?)
Doppiato da: Rie Takahashi
Un ragazzino delle scuole medie che viene scambiato spesso per femmina. È il principale indiziato dell'omicidio del suo coordinatore di classe e, proprio come Akechi, trova divertimento solo indagando sui casi. Per questo motivo, noncurante del rischio, chiede ad Akechi di diventare suo assistente, promettendogli in cambio l'identità del vero colpevole del reato a lui imputato.
Hashiba (ハシバ?)
Doppiato da: Daiki Yamashita
Il miglior amico e rappresentante di classe di Kobayashi che ricopre anche il ruolo di presidente del consiglio studentesco. Erede della ricca fondazione Hashiba, è piuttosto popolare tra le ragazze, anche se sembra provare attrazione solo per Kobayashi a causa del suo aspetto femminile. Dopo aver incontrato Akechi, sviluppa subito una certa antipatia nei suoi confronti, opponendosi all'idea di Kobayashi di diventare suo assistente.

### Polizia
Keisuke Kagami (カガミ ケイスケ?, Kagami Keisuke)
Doppiato da: Katsuyuki Konishi
Un detective della polizia, molto ligio al proprio dovere, che fa parte della stessa divisione di Akechi e che secondo quest'ultimo ha il complesso della sorella. Più tardi, si scopre che dopo l'assassinio della sorella minore, era diventato uno degli imitatori del criminale Venti Facce, ossia un giustiziere solitario di tre anni prima che aveva preso di mira solo coloro che non erano stati puniti adeguatamente dalla legge.
Nakamura (ナカムラ?)
Doppiato da: Chō
L'ispettore capo della prima divisione della polizia di cui fanno parte Keisuke e Akechi.
Minami (ミナミ?)
Doppiata da: Saki Fujita
Un medico legale della polizia che fa il resoconto dell'autopsia dei cadaveri utilizzando un manichino. Più tardi si rivela essere un'ardua sostenitrice del vero Venti Facce, il quale la aiuta a vendicarsi di un dottore, colpevole di aver condotto suo fratello minore al suicidio dopo averlo fatto diventare un malato terminale.

### Criminali
Insegnante responsabile (担任教師?, Tannin kyōshi)
Doppiato da: Masayuki Katō
Il vecchio coordinatore di classe di Kobayashi e Hashiba che viene ritrovato morto a scuola. Più tardi, durante le investigazioni si rivela essere un serial killer che uccideva tutte le sue amanti per farle diventare sedie da tenere sempre con sé.
Hoshino (ホシノ?)
Doppiata da: Sayuri Yahagi
Una compagna di classe di Hashiba e Kobayashi che è la vera responsabile dietro l'omicidio imputato a quest'ultimo. Era l'amante del loro precedente coordinatore di classe, ma siccome questi aveva poi spostato le sue attenzioni su Kobayashi, in preda alla gelosia lo aveva ucciso sia per vendetta, sia per incastrare il suo rivale in amore che l'aveva sconfitta.
Watanuki (ワタヌキ?)
Doppiato da: Akio Suyama
Uno psicopatico che rapisce continuamente bambine per farle diventare parte della sua famiglia, pena la morte. Ha diversi precedenti, ma è sempre stato rilasciato per infermità mentale. Più tardi viene ucciso dal padre di Sachiko per vendetta.
Sunaga (スナガ?)
Doppiato da: Atsushi Imaruoka
Un criminale arrestato da Keisuke che è stato rinchiuso in un ospedale psichiatrico per infermità mentale. Dopo aver ucciso le sue guardie ed essere sfuggito al controllo della polizia, si è vendicato di Keisuke rapendo e massacrando sua sorella. Più tardi, si scopre essere stato ucciso da Keisuke lentamente nella sua vasca da bagno.
Lucertola Nera (黒蜥蜴?, Kuro Tokage)
Doppiata da: Yōko Hikasa
Una criminale sadica che è stata arrestata da Akechi. Le piace essere maltrattata da quest'ultimo ed essendosi innamorata di lui è disposta ad eseguire qualsiasi suo ordine, talvolta aiutandolo nei casi.
Namikoshi (ナミコシ?)
Doppiato da: Jun Fukuyama
Un vecchio amico delle medie di Akechi. Abusato dal padre e oppresso dai bulli a scuola, è diventato il primo Venti Facce dopo aver rotto i ponti con Akechi. Finto il suicidio, ha continuato a lavorare su un programma informatico di sua invenzione da solo nell'oscurità.

### Altri personaggi
Uomo Ombra (影男?, Kage Otoko)
Doppiato da: Takehito Koyasu
Un maestro del travestimento che indossa un sacchetto in testa quando vuole essere riconosciuto. Accusato ingiustamente di ninfofilia e di rapimento, chiede aiuto a Kobayashi per salvare una bambina di nome Sachiko.
Sachiko Ōsone (大曽根 さち子?, Ōsone Sachiko)
Doppiata da: Ayuru Ōhashi
Una bambina colpita da una grave malattia, i cui genitori non possono permettersi le sue spese mediche. Rimasta da sola in ospedale per molto tempo, trova un po' di compagnia nelle continue visite dell'Uomo Ombra, il quale più tardi riesce a farla sottoporre a un intervento grazie all'accumulo di una cospicua somma di denaro. Una volta dimessa, viene rapita da Watanuki, che successivamente la uccide per non essere stato accettato da lei come padre.
Tokiko Kagami (カガミ トキコ?, Kagami Tokiko)
Doppiata da: Megumi Toyoguchi
La sorella minore di Keisuke. Viveva da sola insieme al fratello e, mentre frequentava l'università, si impegnava a fondo per diventare una stilista. È stata uccisa per vendetta da uno dei criminali arrestati da Keisuke, il quale era stato dichiarato non imputabile per infermità mentale.
Hanabishi (ハナビシ?)
Doppiata da: Mai Nakahara
La nuova coordinatrice di classe di Kobayashi e Hashiba. Si veste da lolita e, pur essendo molto allegra e attiva durante le lezioni, Kobayashi nota dei tagli sui suoi polsi.
Amico cadavere (死体君?, Shitai-kun)
Doppiato da: Kappei Yamaguchi
Il manichino usato da Minami per riprodurre gli omicidi investigati dalla polizia.

## Produzione
La serie televisiva anime, scritta da Makoto Uezu e prodotta dallo studio Lerche per la regia di Seiji Kishi, è andata in onda nel contenitore televisivo noitaminA della Fuji TV dal 2 luglio al 17 settembre 2015. Le sigle di apertura e chiusura sono rispettivamente Speed to masatsu (スピードと摩擦?, Supīdo to masatsu, lett. "Velocità e attrito") degli Amazarashi e Mikazuki (ミカヅキ? lett. "Luna crescente") di Sayuri. In Italia gli episodi sono stati trasmessi in streaming, in contemporanea col Giappone, dalla Dynit su VVVVID, mentre in America del Nord la serie è stata concessa in licenza alla Funimation. In Australia e Nuova Zelanda, invece, i diritti di streaming sono stati acquistati dalla AnimeLab.

### Episodi
| Nº | Titolo italiano Giapponese 「Kanji」 - Rōmaji                                                                        | In onda           | In onda |
| Nº | Titolo italiano Giapponese 「Kanji」 - Rōmaji                                                                        | Giapponese        |         |
| 1  | La sedia umana (prima parte) 「人間椅子（前編）」 - Ningen isu (zenpen)                                              | 2 luglio 2015     |         |
| 2  | La sedia umana (seconda parte) 「人間椅子（後編）」 - Ningen isu (kōhen)                                             | 9 luglio 2015     |         |
| 3  | L'Uomo Ombra 「影男」 - Kage Otoko                                                                                   | 16 luglio 2015    |         |
| 4  | Venti Facce 「二十面相」 - Nijū Mensō                                                                                | 23 luglio 2015    |         |
| 5  | Il bruco 「芋虫」 - Imomushi                                                                                         | 30 luglio 2015    |         |
| 6  | Passaggio infernale 「地獄風景」 - Jigoku fūkei                                                                      | 6 agosto 2015     |         |
| 7  | La meravigliosa storia dell'isola di Panorama - prima parte 「パノラマ島綺譚（前編）」 - Panorama-tō kitan (zenpen)  | 13 agosto 2015    |         |
| 8  | La meravigliosa storia dell'isola di Panorama - seconda parte 「パノラマ島綺譚（後編）」 - Panorama-tō kitan (kōhen) | 20 agosto 2015    |         |
| 9  | Un terribile errore 「恐ろしき錯誤」 - Osoroshiki sakugo                                                             | 3 settembre 2015  |         |
| 10 | Desiderio di metamorfosi 「変身願望」 - Henshin ganbō                                                                | 10 settembre 2015 |         |
| 11 | Sogno a occhi aperti 「白昼夢」 - Hakuchūmu                                                                          | 17 settembre 2015 |         |